# De dialectiek van de Verlichting
De dialectiek van de Verlichting, filosofische fragmenten (Duits: Dialektik der Aufklärung) is een essaybundel die geldt als een van de belangrijkste werken van de kritische theorie van de Frankfurter Schule. Het werd geschreven door de marxisten Max Horkheimer en Theodor Adorno tijdens hun ballingschap in Amerika, op het moment dat het einde van het nationaalsocialistische bewind zich in Duitsland al aftekende. De eerste publicatie vond plaats in 1944, in gestencilde vorm, bij het New York Institute of Social Research. In 1947 werd het boek in zijn definitieve vorm in druk uitgegeven bij de uitgeverij Querido in Amsterdam. In de zestiger jaren circuleerde de tekst als roofdruk uitgebreid in Duitse studentenkringen, waar het intensief gelezen werd.
Het boek bevat de stelling, dat het falen van de Verlichting in aanleg al in de "instrumentele rede" van haar denken ligt. Met de poging om de natuur te beheersen, wordt de ooit mythische toegang tot de wereld rationeel verduidelijkt, maar als heerschappij drijft het de Verlichting zelf terug naar de mythe, naar het "positivisme" van een bevestiging van het bestaande, die de "afzonderlijke mens" volledig nietig verklaart in een beheerste wereld en "tegenover de economische machten". Horkheimer en Adorno reageerden in hun geschrift op de "raadselachtige bereidheid van de technologisch opgevoede massa", om zich uit te leveren aan het despotisme van totalitaire ideologieën en heerschappijvormen, en beschouwden dat gedrag als de "ineenstorting van de burgerlijke beschaving" en een wegzinken in een "nieuw soort barbarij".
Het boek is opgedragen aan Friedrich Pollock en zou aanvankelijk voor zijn 50e verjaardag voltooid worden, wat echter niet lukte.

## Indeling/overzicht
Het boek is onderverdeeld in een voorwoord en vijf essayistische verhandelingen met daaraan aansluitend als laatste deel schetsmatige "aantekeningen en plannen", die al tot stand waren gekomen voor de voltooiing van de essays.
1. Het begrip Verlichting – Hier komen de theoretische grondslagen van het begrip Verlichting aan de orde, de dialectiek van natuur en natuurbeheersing, van mythe en Verlichting en hoe de verlichte rationaliteit verweven is met de maatschappelijke werkelijkheid.
2. Uitweiding I: Odysseus of Mythe en Verlichting – Aan de hand van de "Odyssee", als een vroeg teken van de beschaving van het avondland, wordt de dialectiek van mythe en Verlichting beschouwd als de pre-moderne uiteenzetting van een mythisch opgevatte natuur, door elementaire voorstadia van een verlichte natuurbeheersing.
3. Uitweiding II: Juliette of Verlichting en moraal – In een confrontatie van Kants kritische geschriften over diens "praktische" en "theoretische" rede met de geschriften van Markies de Sade en Nietzsche, wordt aanschouwelijk gemaakt, dat de filosofen van de Tegen-Verlichting uiteindelijk als consequente voltooiers van de nihilistische zelfvernietiging van de verlichte rede aan het daglicht treden en hoe de "onderwerping van al het natuurlijke onder het eigenmachtige subject" ontaardt in een blinde heerschappij van een objectieve onverschilligheid ten opzichte van elke zin en menselijkheid. (Zie ook: Juliette of Verlichting en Moraal in het artikel "Juliette")
4. Cultuurindustrie – Verlichting als bedrog van de massa – Hierin wordt betoogd dat toename van de economische productiviteit leidt tot een economisering van alle levensgebieden en daardoor uiteindelijk eindigt met een "uitverkoop van de cultuur", waarbij zin vervangen wordt door de berekenende stompzinnigheden van het amusement en het economische gebeuren ondoordacht verheerlijkt wordt als een gevolg van de geobjectiveerde macht van logische rationaliseringsprocessen.
5. Elementen van het Antisemitisme. Grenzen der Verlichting – Aan de hand van de ideeëngeschiedenis van het antisemitisme wordt in de vorm van stellingen betoogd, dat in de vigerende rede naar haar aard een irrationalisme huist, dat in het fascistische denken een tegen de beschaving gerichte uitdrukking vond. In zoverre wordt de terugkeer naar de barbarij opgevat als een integraal gedeelte van de moderne tijd, dat daarvan niet eenvoudig afgesplitst kan worden.
6. Aantekeningen en plannen – Hierin komen onvoltooide gedachten bijeen, deels uit de voorgaande hoofdstukken, waarvan de meeste betrekking hebben op een "dialectische antropologie".

Uit de indeling blijkt dat het Horkheimer en Adorno er niet om te doen was een logisch gestructureerd en afgerond geheel te creëren.

## Het begrip Verlichting
Horkheimer/Adorno komen in de eerste helft van de 20e eeuw tot de conclusie dat de mensheid er onder het vaandel van de Verlichting niet in slaagde om "een waarachtige menselijke toestand te bereiken". Ze vroegen zich af hoe het kon dat het geloof in de ratio, in de vorm van een "instrumentele rede", als verblinding op de subjecten van het denken terugsloeg.
De eerste regels van het eerste hoofdstuk, dat gewijd is aan "het begrip Verlichting" luiden:
"Van oudsher heeft de Verlichting in de uitgebreidste betekenis van het voortschrijdende denken ten doel gehad om mensen van hun angsten te bevrijden en ze weer heer en meester van hun eigen leven te maken. Maar die geheel verlichte aarde glanst in het teken van het triomfantelijke onheil. Het programma van de Verlichting was het onttoveren van de wereld. Ze moest de mythen vernietigen en door kennis de verbeelding ten val brengen."
Het lijkt alleen maar alsof het verlichte wereldbeeld superieur is aan het mythische. In feite zijn beide uitgangspunten zeer nauw met elkaar verbonden. Het ideaal van de Verlichting is de rationele verklaring van de wereld, om zodoende de natuur te beheersen. Daarmee wordt het begrijpen vervangen door formules. "De veelheid aan vormen wordt teruggebracht tot positie en ordening, de geschiedenis tot feiten, de dingen tot materie. Het getal werd de canon van de Verlichting" en "de Verlichting verhoudt zich tot de dingen als de dictator tot de mensen. Hij kent ze, voor zover hij ze kan manipuleren." Door de met bewijzen omklede verdediging van de mythische verklaring van de wereld wordt het principe van de rationaliteit van de Verlichting al onderkend. Daardoor zou ze in elke uiteenzetting machtiger moeten worden. "Als zijn en gebeuren wordt door de Verlichting alleen erkend, wat door eenheid te vatten valt; haar ideaal is het systeem, waaruit alles en iedereen volgt." Alle goden en hoedanigheden moeten vernietigd worden. Daarbij ziet zij over het hoofd dat de mythen ook een product van de Verlichting zijn. "Als de scheppende God en de ordenende geest lijken de heersers over de natuur op elkaar." Ze hebben dezelfde wortels, want "zowel mythen als magische riten betekenen een zich herhalende natuur."

### De Instrumentele Rede
Volgens Horkheimer/Adorno is abstractie het werktuig, waarmee de logica gescheiden wordt van de massa der dingen. Veelsoortigheid wordt kwantitatief onder een abstracte grootheid geplaatst en uniform gemaakt, om het hanteerbaar te maken. Het symbolisch benoemde wordt geformaliseerd; in de formule wordt het berekenbaar en daarmee ondergeschikt gemaakt aan een nuttigheidsaspect, om beschikbaar en manipuleerbaar te zijn. "Het intellectuele doordringen van samenhangen wordt als hinderlijke en nutteloze inspanning van de hand gewezen." Het schema van het in cijfers uitgedrukt kunnen worden, wordt het systeem van het verklaren van de wereld. De rede systematiseert nog alleen maar en is inhoudelijk leeg, onder het mom van neutraliteit. Kent geen emoties en gevoelens. Alles wat zich onttrekt aan dat instrumentele denken, wordt verdacht gemaakt als bijgeloof. Het moderne positivisme verbant dat tot de sfeer van het niet-objectieve, van de schijn.
Deze logica is echter een logica van het subject, die onder het vaandel van heerschappij, de heerschappij over de natuur, op de dingen inwerkt. Deze heerschappij treedt de afzonderlijke mens van nu af aan tegemoet als het verstand, dat de objectieve kijk op de wereld organiseert.
In de uniformering van het denken, toegepast op de mens, worden de maatschappelijke subjecten een manipuleerbaar collectief. De wetenschappelijke wereldheerschappij keert zich tegen de denkende subjecten en verdingt in industrie, planning, arbeidsverdeling en economie de mensen tot objecten. Onder de heerschappij van het algemeen geldende worden de subjecten niet alleen vervreemd van de dingen, maar worden de mensen zelf verzakelijkt. Het algemeen geldende treedt hen tegemoet als een totalitaire heerschappijvorm, die het individu naar believen toetakelt. De vooruitgang wordt destructief; in plaats van bevrijding van de dwang van de overweldigende natuur wordt aanpassing geëist aan de technologie en het marktgebeuren. In plaats van de bevrijdende verlichting uit de onmondigheid gaat nu het economische en politieke belang het bewustzijn van de mens manipuleren. Verlichting ontaardt in het bedriegen van de massa.

## Kritiek van de cultuurindustrie
Een kernpunt van de Dialectiek van de Verlichting is de "Verlichting als massabedrog." Onder cultuurindustrie moet de commercialisering van de cultuur worden begrepen; de industrietak die zich doelgericht bezighoudt met het produceren van cultuur. Daar tegenover staat de authentieke cultuur.
Volgens de opvatting van Horkheimer en Adorno berooft geproduceerde cultuur de mens van zijn fantasie en neemt het nadenken van hem over. De cultuurindustrie levert haar "waren" op een manier waarbij de mens nog slechts de rol van consument toekomt. Door massaproductie is alles alleen maar meer van hetzelfde en onderscheidt zich hoogstens in details. Alles wordt in een schema geperst en het is gewenst om de echte wereld zo goed mogelijk na te apen. Driften worden zozeer aangewakkerd dat sublimering niet meer mogelijk is.
Als voorbeeld kan de film worden aangehaald. In principe lijken alle films op elkaar. Ze zijn er in het algemeen op uit om de werkelijkheid zo goed mogelijk weer te geven. Ook fantasiefilms, die pretenderen ver van de werkelijkheid af te staan, kunnen daaraan niet voldoen. Het maakt niet uit hoe uitzonderlijk ze ook zijn, het einde is meestal al heel snel te voorspellen, omdat er nu eenmaal veel films zijn die volgens hetzelfde schema geproduceerd worden. Bovendien worden bijvoorbeeld door erotische scènes de driften zozeer versterkt, dat een ommezwaai naar iets anders niet meer mogelijk is.
Het doel van de cultuurindustrie is – zoals in elke industrietak – van economische aard. Alle inspanningen zijn gericht op economisch succes.
De authentieke cultuur is daarentegen niet doelgericht, maar doel op zichzelf. Zij vraagt van de mens fantasie, door hem te prikkelen, maar anders dan de cultuurindustrie, laat zij ruimte vrij voor het zelfstandig menselijke denken. Authentieke cultuur wil de werkelijkheid niet achternalopen, maar daar ver boven uit stijgen. Ze is individueel en laat zich niet in een schema persen.
Als oorzaak voor het ontstaan van de cultuurindustrie voeren Horkheimer en Adorno aan, dat er bedrijven zijn die cultuur vercommercialiseren en daardoor het economische doel van de winstmaximalisering najagen. Door deze omstandigheid blijft de cultuur niet wat zij eigenlijk moet zijn, maar wordt koopwaar zoals al het andere.

## Onthaal en kritiek
Oorspronkelijk waren de fragmenten alleen maar als "flessenpost" bedoeld, die mogelijk later ontdekt zou worden en dan bruikbaar gevonden zou worden. Daarom waren de schrijvers ook zeer verrast door het succes bij het publiek van de Dialektiek van de Verlichting, dat al ongeveer 20 jaar na het verschijnen van het boek — teweeggebracht door de internationale beweging van '68 — in Europa en de Verenigde Staten optrad.
Van de kant van het kritisch rationalisme is door Hans-Joachim Niemann de kritiek geuit, dat Immanuel Kant op een lijn wordt gesteld met de Markies de Sade en Friedrich Nietzsche om met Kant de hele Verlichtingsbeweging in diskrediet te brengen en in de buurt van het fascisme te plaatsen. Daar valt tegenin te brengen dat het boek geenszins het fascisme uit de Verlichting laat voortkomen maar meer dan eens benadrukt, dat het een gevolg van het instrumentele verstand is, wat overgebleven is van de Verlichting, nadat die haar kritisch vermogen was kwijtgeraakt.

### Uitgaven
- Theodor Adorno und Max Horkheimer: Dialektik der Aufklärung. Philosophische Fragmente. In: Gunzelin Schmid Noerr (Hrsg.): Gesammelte Schriften. Band 5 Dialektik der Aufklärung und Schriften 1940–1950, Fischer, Frankfurt am Main 1987.
- Max Horkheimer en Theodor Adorno: Dialectiek van de Verlichting. Filosofische fragmenten. Vertaald door Michel van Nieuwstadt. Uitgeverij Sun, Nijmegen, 1987.
- Max Horkheimer en Theodor Adorno: Dialectiek van de Verlichting. Filosofische fragmenten. Vertaald en van een nawoord voorzien door Michel van Nieuwstadt. Boom, Amsterdam, 2017.
- Max Horkheimer en Theodor Adorno: Dialectic of Enlightenment. Engelse vertaling door John Cumming. Uitgeverij Herder and Herder, New York, 1972, heruitgegeven door Verso, London, 1979.

### Secundaire literatuur
- Theodor Adorno en Max Horkheimer: Zur Dialektik der Aufklärung. In: Frankfurter Rundschau. 1968 (online).
- Clemens Albrecht: Die Dialektik des Scheiterns. Aufklärung mit Horkheimer und Adorno. In: Zeithistorische Forschungen/Studies in Contemporary History, Online-Ausgabe. Nr. 2, 2004 (online).
- Stefano Cochetti: Mythos und „Dialektik der Aufklärung. Königstein im Taunus 1985, ISBN 978-3445024527.
- Manfred Gangl und Gérard Raulet (Hrsg.): Jenseits instrumenteller Vernunft. Kritische Studien zur „Dialektik der Aufklärung. In: Schriftenreihe zur politischen Kultur der Weimarer Republik. Band 3, Peter Lang, Frankfurt am Main 1998, ISBN 978-3631331842.
- Jürgen Habermas: Die Verschlingung von Mythos und Aufklärung: Horkheimer und Adorno. In: Jürgen Habermas (Hrsg.): Der Philosophische Diskurs der Moderne. Zwölf Vorlesungen. Suhrkamp, Frankfurt am Main 2007, ISBN 978-3518283493, S. 130–157.
- Andreas Hetzel: Interpretation. Max Horkheimer / Theodor W. Adorno: Dialektik der Aufklärung. In: Interpretationen. Hauptwerke der Sozialphilosophie. Reclam, Stuttgart 2001, ISBN 3-15-018114-3, S. 148–172.
- Harry Kunnemann en Hent de Vries: Die Aktualität der „Dialektik der Aufklärung“. Zwischen Moderne und Postmoderne. Campus, Frankfurt am Main/New York 1989, ISBN 978-3593340128.
- Marc-Pierre Möll: Ist Aufklärung totalitär? Zur „Dialektik der Aufklärung“ von Horkheimer und Adorno. In: Aufklärung und Kritik. Nr. 2, 2003, S. 12–22 (online).
- Willem van Reijen en Gunzelin Schmid Noerr: Vierzig Jahre Flaschenpost: Dialektik der Aufklärung 1947–1987. Fischer, Frankfurt am Main 1987, ISBN 978-3596265664.
- Reiner Rumold: NO!art und die Dialektik der Aufklärung – Negative Ästhetik und moralische Bildlichkeit. Leipzig 2002
- Helmut Seidel: Aufklärung und die Gegenwart. Zur Kritik der „Dialektik der Aufklarung“ von Adorno und Horkheimer. In: UTOPIE kreativ. Nr. 109/110, November/Dezember 1999, S. 101–110 (Vortrag an der Rosa-Luxemburg-Stiftung).